# Еделвайс
Вижте пояснителната страница за други значения на Еделвайс.
Еделвайс (Leontopodium, на немски: edel – „благороден“, weiss – „бял“), известен и като лъвска лапа, са род многогодишни тревисти растения от семейство сложноцветни (Asteraceae). Изображението на растението е емблема на Българския туристически съюз (БТС). То е защитено растение.

## Разпространение
Срещат се в Европа и Югозападна Азия. В България се срещат Leontopodium alpinum subsp.alpinum (в Пирин) и Leontopodium alpinum subsp.nivalis (в Стара планина).
Еделвайсът расте по труднодостъпни места във високопланинските райони.
Еделвайсът се изсушава и използва за украса, тъй като запазва красотата си дълго време. Може да се отглежда в саксии. Расте върху варовити почви. Пчелите го обичат заради медоносните цветове. Цветовете на еделвайса се използват в медицината за приготвяне на лекарства против болести на белите дробове, сърцето и др.
Късането му е забранено със закон и растението е включено в „Червената книга на Република България“. B Стара Планина за опазването му е създаден резерват „Козя стена“.

## Описание
Стъблото на цветето е високо до 20 см, туфесто и покрито с власинки. Листата са силно стеснени, прикрепени са към стъблото без дръжки и са покрити с бели копринени власинки. Долните листа са по-големи, а нагоре постепенно намаляват.
Еделвайсът цъфти през юни – август. Цветовете му приличат на звездичка с около 10 – 12 листенца, наредени в кръг. Това не са цветни, а стъблести листа. Ако се разгледат под микроскоп или лупа, ще се забележи, че са покрити със сребристи власинки (трихоми), които са така усукани и сплетени, че маскират зеления цвят на листата. Тези власинки са мъртви клетки с въздушни клетъчни празнини и когато светлината се отразява от тях, изглеждат сребристобели.

## Видове
Родът включва над 30 вида защитени високопланински растения, като в Европа се срещат само два. Най-редките видове по света са от Еверест и от Хималаите. Изложен е на силно прегряване от слънчевите лъчи. Власинковите клетки задържат въздух, наситен с водни пари и така се намалява изпарението от листата. От другата страна, власинковата покривка действа като „слънчобран“ – намалява поглъщането на слънчевата топлина.
- Leontopodium albogriseum
- Leontopodium andersonii
- Leontopodium antennarioides
- Leontopodium artemisiifolium
- Leontopodium aurantiacum
- Leontopodium beerianum
- Leontopodium blagoveshczenskyi
- Leontopodium brachyactis
- Leontopodium calocephalum
- Leontopodium campestre
- Leontopodium chuii
- Leontopodium conglobatum
- Leontopodium coreanum
- Leontopodium dedekensii
- Leontopodium delavayanum
- Leontopodium discolor
- Leontopodium fangingense
- Leontopodium fauriei
- Leontopodium forrestianum
- Leontopodium franchetii
- Leontopodium giraldii
- Leontopodium gracile
- Leontopodium haastioides
- Leontopodium haplophylloides
- Leontopodium hayachinense
- Leontopodium himalayanum
- Leontopodium jacotianum
- Leontopodium japonicum
- Leontopodium kamtschaticum
- Leontopodium kurilense
- Leontopodium leiolepis
- Leontopodium leontopodinum
- Leontopodium longifolium
- Leontopodium melanolepis
- Leontopodium meredithae
- Leontopodium micranthum
- Leontopodium microphyllum
- Leontopodium monocephalum
- Leontopodium muscoides
- Leontopodium nanum
- Leontopodium nivale – Алпийски еделвайс
- Leontopodium niveum
- Leontopodium ochroleucum
- Leontopodium omeiense
- Leontopodium palibinianum
- Leontopodium pusillum
- Leontopodium roseum
- Leontopodium rosmarinoides
- Leontopodium shinanense
- Leontopodium sinense
- Leontopodium smithianum
- Leontopodium souliei
- Leontopodium stellatum
- Leontopodium stoechas
- Leontopodium stoloniferum
- Leontopodium stracheyi
- Leontopodium subulatum
- Leontopodium villosulum
- Leontopodium villosum
- Leontopodium wilsonii

## Други
На еделвайса са наречени улици в кварталите „Надежда IV“ (Карта) и „Горна баня“ (Карта) в София.